# Hypena schultzei
Hypena schultzei là một loài bướm đêm trong họ Erebidae.